# Cash game

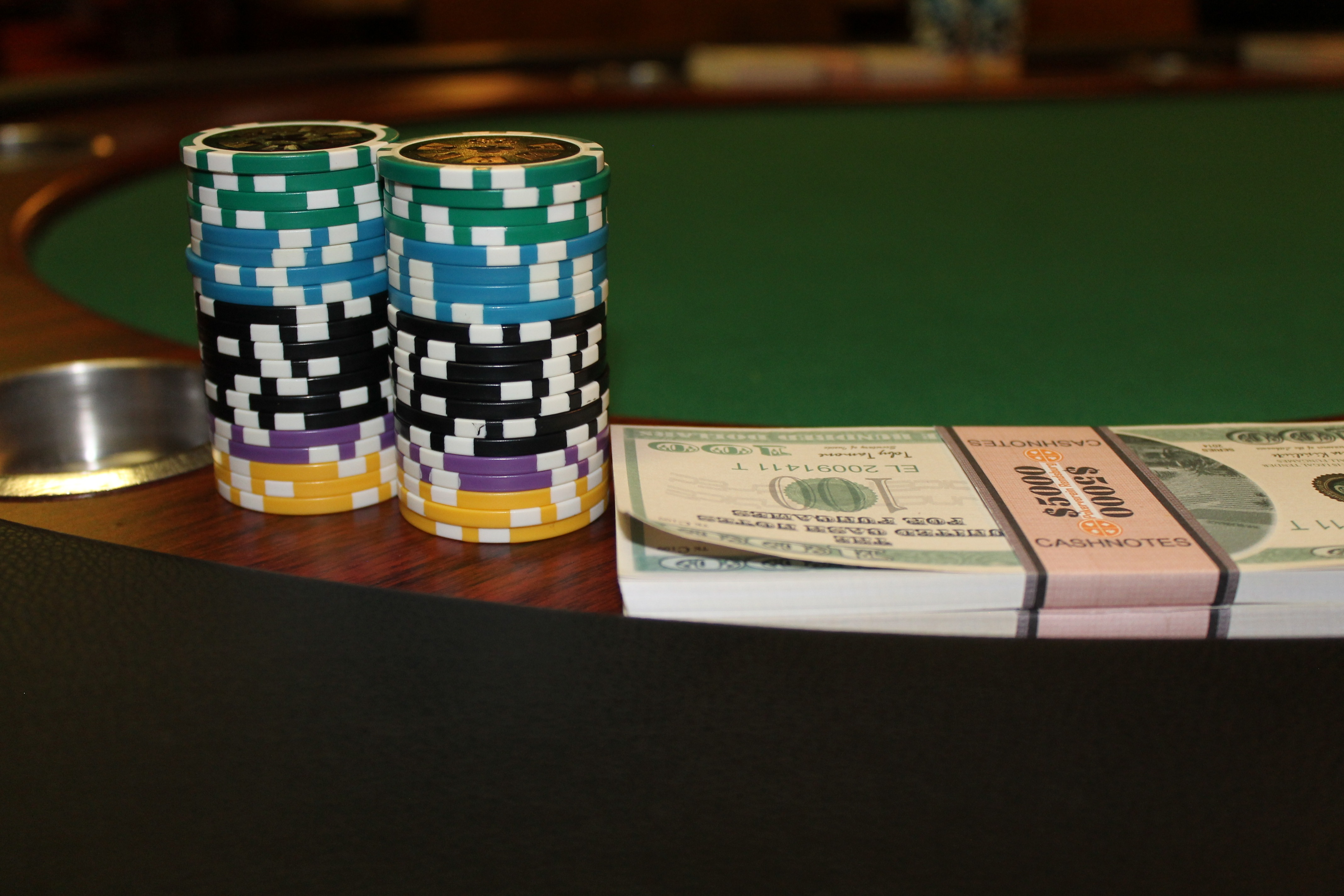
Cash Game

Le cash game, parfois appelé ring game (ou partie libre en français), est une partie de poker jouée avec des jetons correspondant à de l'argent réel, habituellement sans fin prédéterminée, avec des joueurs autorisés à entrer et sortir à leur guise. 
Un tournoi de poker, en revanche, est joué avec des jetons de tournoi sans valeur monétaire en dehors de ce tournoi, avec une fin déterminée (généralement, un seul joueur restant) et une liste de joueurs spécifique.

## Règles
Les joueurs peuvent librement se caver jusqu’à une certaine limite entre deux mains jouées. Toutefois, il est normalement interdit à un joueur de retirer une partie de ses jetons de la table. Les joueurs peuvent partir de la table avec tout leur argent après chaque main. Généralement, les joueurs peuvent rentrer avec un tapis de vingt à cents blindes (blinds). Le jeu est donc plus profond qu'en tournoi.
Dans un casino ou une salle en ligne, une commission, plus communément appelée rake, est prélevée du pot si un flop est dévoilé et que le pot atteint un certain montant. Certaines parties prélèvent une commission basée sur le temps joué, et non sur le pot, auquel cas les joueurs paient une commission à intervalles réguliers (par exemple, toutes les heures).

## Exemples
- L'émission télévisée High Stakes Poker diffuse des parties de cash game sur la chaîne câblée américaine GSN.
- Le casino Bellagio de Las Vegas accueille le Big Game (en), une partie permanente de cash game à hautes limites jouée avec plusieurs variantes de poker, en limit, pot limit et no limit.